# Ocrelizumab
Ocrelizumab (Handelsname Ocrevus; Hersteller Roche) ist ein humanisierter monoklonaler Antikörper gegen das B-Lymphozytenantigen CD20 und ein Arzneistoff, der zur Behandlung von Multipler Sklerose (MS) eingesetzt wird. Ocrelizumab ist sowohl zur Behandlung der primär progredienten MS (PP-MS), als auch der häufigeren schubförmig verlaufenden Form von MS (RR-MS) in den Vereinigten Staaten als Arzneimittel zugelassen. Seit dem 28. September 2017 ist Ocrelizumab in der Schweiz zur Behandlung der primär progredienten sowie der schubförmig verlaufende Form von MS zugelassen. Die EU-Zulassung erfolgte im Januar 2018.
In zwei Phase-III-Studien war Ocrelizumab wirksamer gegen das Fortschreiten der Erkrankung als das zur Kontrolle gegebene Interferon.

## Unerwünschte Wirkungen (Nebenwirkungen)
Ocrelizumab wirkt immunsuppressiv. Daher können auch unerwünschte Wirkungen durch eine Veränderung der körpereigenen Abwehr entstehen. Dies sind grippeähnliche Nebenwirkungen, Kopfschmerzen, Knochenschmerzen, eine gesteigerte Infektanfälligkeit und in einzelnen Fällen auch allergische Reaktionen auf die Substanz.
Ein erhöhtes Risiko für maligne Neubildungen kann nicht ausgeschlossen werden. In klinischen Studien traten maligne Neubildungen häufiger unter Ocrelizumab (bei 6 von 781 Frauen) auf als in der Kontrollgruppe (bei keiner von 668 Frauen), die Interferon beta-1a bzw. Placebo erhielt. Patientinnen sollten daher am empfohlenen Brustkrebs-Screening teilnehmen.
Im Mai 2017 erkrankte ein Patient nach einem Monat Behandlung mit Ocrelizumab an einer PML, nachdem er zuvor bereits 3 Jahre mit Natalizumab behandelt worden war.

## Wirkmechanismus (Pharmakodynamik)
Ocrelizumab wirkt durch Hemmung der B-Zellen und gehört zur Gruppe der Immunsuppressiva. Der Antikörper bindet selektiv das CD20-Antigen, das auf der Oberfläche von B-Zellen zu finden ist. Er interagiert mit dem körpereigenen Immunsystem, um die CD20-positiven B-Zellen zu eliminieren, die bei der MS eine wichtige Rolle spielen.

## Verabreichung
Ocrelizumab wird als intravenöse Infusion verabreicht. Die ersten zwei Infusionen a 300 mg müssen mit einem Abstand von zwei Wochen erfolgen. Danach erhalten Patienten einzelne, nachfolgende Infusionen a 600 mg alle 6 Monate. Zur Vermeidung unerwünschter Infusionsreaktionen wird häufig eine Prä- und Komedikation (insb. Antihistaminika, Glucocorticoide, Acetylsalicylsäure) eingesetzt.
Seit Juni 2024 gibt es eine subkutane Darreichungsform mit 920 mg Ocrelizumab, die die Behandlungsdauer von einer 2-stündigen Infusion auf eine 10-minütige subkutane Injektion verkürzt. Dabei kommt die rekombinante humane Hyaluronidase zum Einsatz, die die Aufnahme des Arzneistoffs in das Gewebe erleichtert. Nach dem derzeitigen Wissensstand können schwangere MS-Patientinnen unter Ocrelizumab-Therapie nach der Entbindung ohne Bedenken mit dem Stillen beginnen.

## Geschichtliches
Ocrelizumab wurde von der Hoffmann-La Roche-Tochter Genentech und Biogen entwickelt. Ursprünglich wurde Ocrelizumab zur Behandlung der rheumatoiden Arthritis entwickelt, hier wurden jedoch die weitergehenden Untersuchungen eingestellt, nachdem es bei Tests zu Todesfällen kam. Der Studienarm für Multiple Sklerose wurde hingegen weitergeführt.
Die Substanz selbst ist abgeleitet von Rituximab, das bei onkologischen Erkrankungen und in der Rheumatherapie eingesetzt wird.
In den USA stand der Wirkstoff im beschleunigten Zulassungsverfahren. Ende März 2017 wurde Ocrelizumab von der FDA zugelassen. Die FDA hat im September 2024 die subkutane Applikationsform unter dem Namen Ocrelizumab Zunovo zugelassen.

## Kritik an der Preispolitik von Roche
Der humanisierte Antikörper Ocrelizumab ist eine Weiterentwicklung des chimären Antikörpers Rituximab (ebenfalls ein Anti-CD20-Antikörper), welcher allerdings nie für Multiple Sklerose zugelassen war. Ocrelizumab kostet mehr als das 10fache von Rituximab (33000 € gegenüber 3000 €). Auf die Gesundheitssysteme kommen daher mehrere Milliarden Euro Mehrausgaben zu.